# Wickbolsen
Wickbolsen ist ein Ortsteil der Stadt Hessisch Oldendorf im Weserbergland im Landkreis Hameln-Pyrmont im Süden von Niedersachsen und liegt direkt am Hohenstein. Zusammen mit den Ortsteilen Langenfeld, Zersen, Barksen und Krückeberg bildet es Ortschaft Hohenstein. 

## Geschichte
Die erste urkundliche Erwähnung stammt aus der Gründungsurkunde des Stifts Fischbeck vom 10. Januar 955 und beschreibt vier Hufen Land in „Vuigbaldeshusun“.

## Ortsansässige Vereine
- Freiwillige Feuerwehr Wickbolsen gegr. 1935
- Fußballspielgemeinschaft Wickbolsen gegr. 1983
- Dorfgemeinschaft Wickbolsen gegr. 1992
- Jagdgenossenschaft Zersen/Wickbolsen
- Deutsches Rotes Kreuz Zersen/Wickbolsen